# Coupe d'Ouzbékistan féminine de football
La coupe d'Ouzbékistan féminine de football est une compétition ouzbèke de football féminin disputée dans un format à élimination directe, organisée par la Fédération d'Ouzbékistan de football.

## Palmarès
| Année | Vainqueur           | Finaliste         | Score de la finale |
| ----- | ------------------- | ----------------- | ------------------ |
| 2002  | TVOKU Tachkent      |                   |                    |
| 2003  | Gulbakhor Namangan  |                   |                    |
| 2004  | Andizhanka Andizhan |                   |                    |
| 2005  | Sevinch Qarshi      |                   |                    |
| 2006  | Sevinch Qarshi      |                   |                    |
| 2007  | Sevinch Qarshi      |                   |                    |
| 2008  | Sevinch Qarshi      |                   |                    |
| 2009  | inconnu             | inconnu           | inconnu            |
| 2010  | Sevinch Qarshi      |                   |                    |
| 2011  | Sevinch Qarshi      |                   |                    |
| 2012  | Sevinch Qarshi      |                   |                    |
| 2013  | Sevinch Qarshi      | Mashal Mubarak    | 4-2                |
| 2014  |                     |                   |                    |
| 2015  | Metallurg Bekobod   | Sevinch Qarshi    | 4-2 ap             |
| 2016  | Sevinch Qarshi      | Metallurg Bekobod | 2-0                |
| 2017  | Metallurg Bekobod   | FK Bunyodkor      | 3-1                |
| 2018  | Sevinch Qarshi      | Sogdiana Jizzax   | 3-0                |
| 2019  | FK Bunyodkor        | Sevinch Qarshi    | 2-0                |
| 2020  | FK Bunyodkor        | Sogdiana Jizzax   | 2-0                |
| 2021  | Sogdiana Jizzax     |                   |                    |
| 2022  | Sevinch Qarshi      | FK Bunyodkor      | 2-0                |